# 16 tháng 6
Ngày 16 tháng 6 là ngày thứ 167 (168 trong năm nhuận) trong lịch Gregory. Còn 198 ngày trong năm.

## Sự kiện
- 907 – Hậu Lương Thái Tổ phong cho Tiết độ sứ Tiền Lưu tước hiệu Ngô Việt vương, được xem là mốc nước Ngô Việt thành lập.
- 1407 – Chiến tranh Minh - Đại Ngu: Quân Minh bắt được Thái thượng hoàng Hồ Quý Ly.
- 1846 – Piô IX được bầu làm Giáo hoàng, ông là giáo hoàng tại vị trong thời gian lâu nhất của Giáo hội Công giáo Rôma.
- 1868 – Nghĩa quân Nguyễn Trung Trực tập kích đồn Kiên Giang.
- 1911 – Công ty tiền thân của IBM được thành lập tại tiểu bang New York, Hoa Kỳ.
- 1924 – Trường quân sự Hoàng Phố được thành lập tại Quảng Châu, Trung Quốc.
- 1948 – Đảng Cộng sản Malaya hạ sát ba người Anh quản lý đồn điền tại Perak, khởi đầu một cuộc chiến tranh du kích kéo dài 12 năm tại Malaya.
- 1963 – Phi hành gia Liên Xô Valentina Tereshkova trở thành người phụ nữ đầu tiên bay vào vũ trụ.
- 2012 – Trung Quốc phóng thành công tàu vũ trụ Thần Châu 9 nhằm ghép nối với mô-đun Thiên Cung 1.

## Sinh
- 1807 – Thiệu Trị, hoàng đế thứ ba của nhà Nguyễn (m. 1847).
- 1845 – Nguyễn Phúc Hồng Diêu, tước phong Phú Lương công, hoàng tử con vua Thiệu Trị (m. 1875).
- 1928 – Nguyễn Hữu Thiết, nhạc sĩ kiêm ca sĩ của nền tân nhạc Việt Nam trong thế kỷ 20 (m. 2002).
- 1967 – Jürgen Klopp, cựu cầu thủ bóng đá và HLV người Đức.
- 1971 – Tupac Shakur, ca sĩ người Mỹ (m. 1996).
- 1982 – Missy Peregrym, diễn viên người Canada.
- 1989 – Odion Ighalo, cầu thủ bóng đá người Nigeria.
- 1993 – Park Bo-gum, diễn viên người Hàn Quốc.
- 1998 – Doan Ritsu, cầu thủ bóng đá người Nhật Bản.

## Mất
- 1855 – John Gorrie, nhà vật lý Mỹ (s. 1803).
- 1937 – Aliaksandr Ryhoravič Čarviakoŭ, chủ tịch Byelorussia Xô viết (s. 1892).[1]
- 1947 – Barton Appler Bean, nhà ngư học người Mỹ (s. 1860).
- 1972 – Đỗ Văn An, tướng lĩnh Việt Nam Cộng hòa (s. 1932).